# Riuttasaari (ö i Päijänne-Tavastland, Lahtis, lat 61,41, long 25,53)
Riuttasaari är en ö i Finland. Den ligger i sjön Päijänne och i kommunen Sysmä i den ekonomiska regionen  Lahtis ekonomiska region  och landskapet Päijänne-Tavastland, i den södra delen av landet, 140 km norr om huvudstaden Helsingfors. Öns area är 8,2 hektar och dess största längd är 0,5 kilometer i sydöst-nordvästlig riktning.